# 植物油の一覧

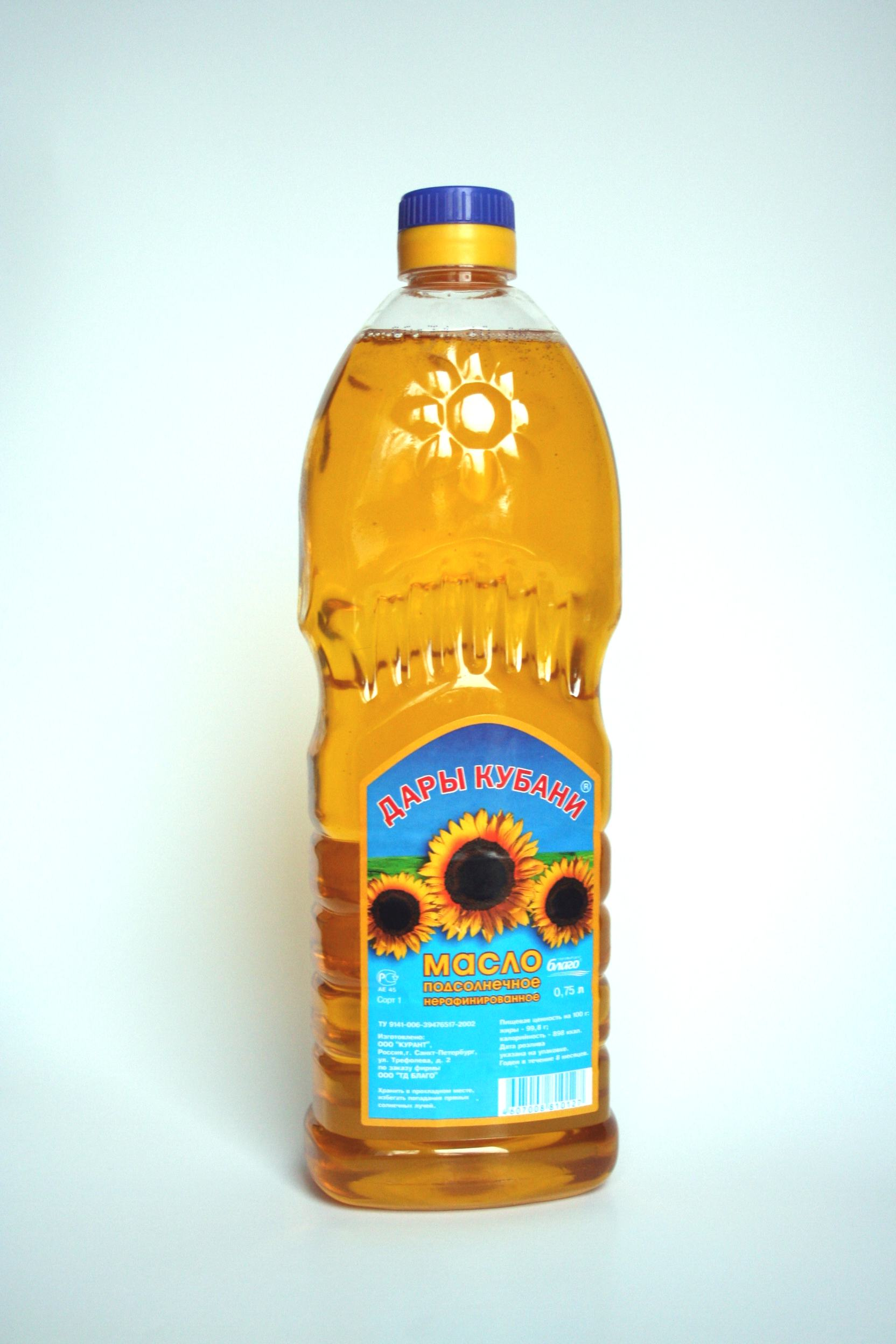
ひまわり油

植物油の一覧（しょくぶつゆのいちらん）では、植物油を一覧にする。
植物油は採取方法で大きく三つに分けられる。まず圧力で絞る方法があり、この方法で作られたものを圧搾油と言う。次に、水などの別の液に溶かし込む方法があり、この方法で作られたものを抽出油と呼ぶ。圧搾と抽出を組み合わせることもある。圧搾油と抽出油をあわせて粗油と言う。粗油は吸着や濾過処理をして使用する。三つめは、粗油を水蒸気蒸留などで精製する方法で、この方法で得られた油を精油（エッセンシャルオイル）という（詳細は精油#抽出方法参照）。精油にハーブの香りなどの成分を抽出させたものを浸出油と呼ぶ。
ほとんどの植物には油が含まれているが、食用に使えるものは少なく、余り知られていないものを含めてもそれほど多くない。
植物油の分類法はいくつかある。例えば：
- 原料による分類  : 「ナッツオイル」など、果実や種の種類などでわける方法。
- 用途による分類 : 料理用、燃料用、化粧用、医療用など、目的で分類する方法。
- 成分による分類 : グリセリンと脂肪酸の化合物で、一般にトリグリセリド（トリ-O-アシルグリセリン）の形態をとる、不揮発性の「油脂」か、テルペノイドなどを主成分とした揮発性の「精油」かでわける方法。

本記事では、主として用途で分類した。

## 食用油

### 主なもの
次に挙げる油は、いずれも世界各地で食用油として使われている。燃料油として使われることも多い。
- ココナッツオイル : ココナッツオイルは飽和脂肪酸を多く含み、加熱調理や化粧油としてよく使われる[3]。
- コーン油 : トウモロコシの油は香りと味が薄いため、幅広い料理に使われる[4]。
- 綿実油 : 繊維を採取した後の綿の種子を絞った油で、ポテトチップなどのスナック菓子を揚げるのに使われる。トランス脂肪酸が少ない[5]。
- オリーブ・オイル : オリーブの実から取れる。料理、化粧品、石鹸に使われる。かつてはオイルランプの燃料にも使われ[6]、現在でもギリシャなどの教会ではオイルランプの正式な燃料として用いられる。
- パーム油 : 熱帯地方に多いアブラヤシの果肉から取れる。バイオ燃料にも使われる[7]。
- パーム核油 : アブラヤシの胚乳から取れる油で、パーム油と組成が異なる。日本では殆どが食用として使われる。
- ピーナッツオイル : ラッカセイから取れる。透明度が高いのでサラダ油に使われ、発煙点が高いため揚げ物にも使われる[8]。
- 菜種油 : アブラナの種から取れる。キャノーラ油も菜種油の一種である。調理油として幅広く使われるものの１つである[9]。
- サフラワー油（紅花油） : ベニバナの種から取れる。始めは塗料の溶剤に使われたが、今は調理油に使われることが多い[10]。
- ごま油 : ゴマから取れる。常温で採取すると透明度が高く香りの薄いもの(太白油)が取れ、加熱して採取すると色が濃く香りの強いものが取れる[11]。
- 大豆油 : ダイズから取れる。醤油や飼料製造の副産物として取れる[12]。
- ヒマワリ油 : ヒマワリの種から取れる。調理油として使われることが多く、バイオ燃料としても使われる[13]。

### ナッツ油

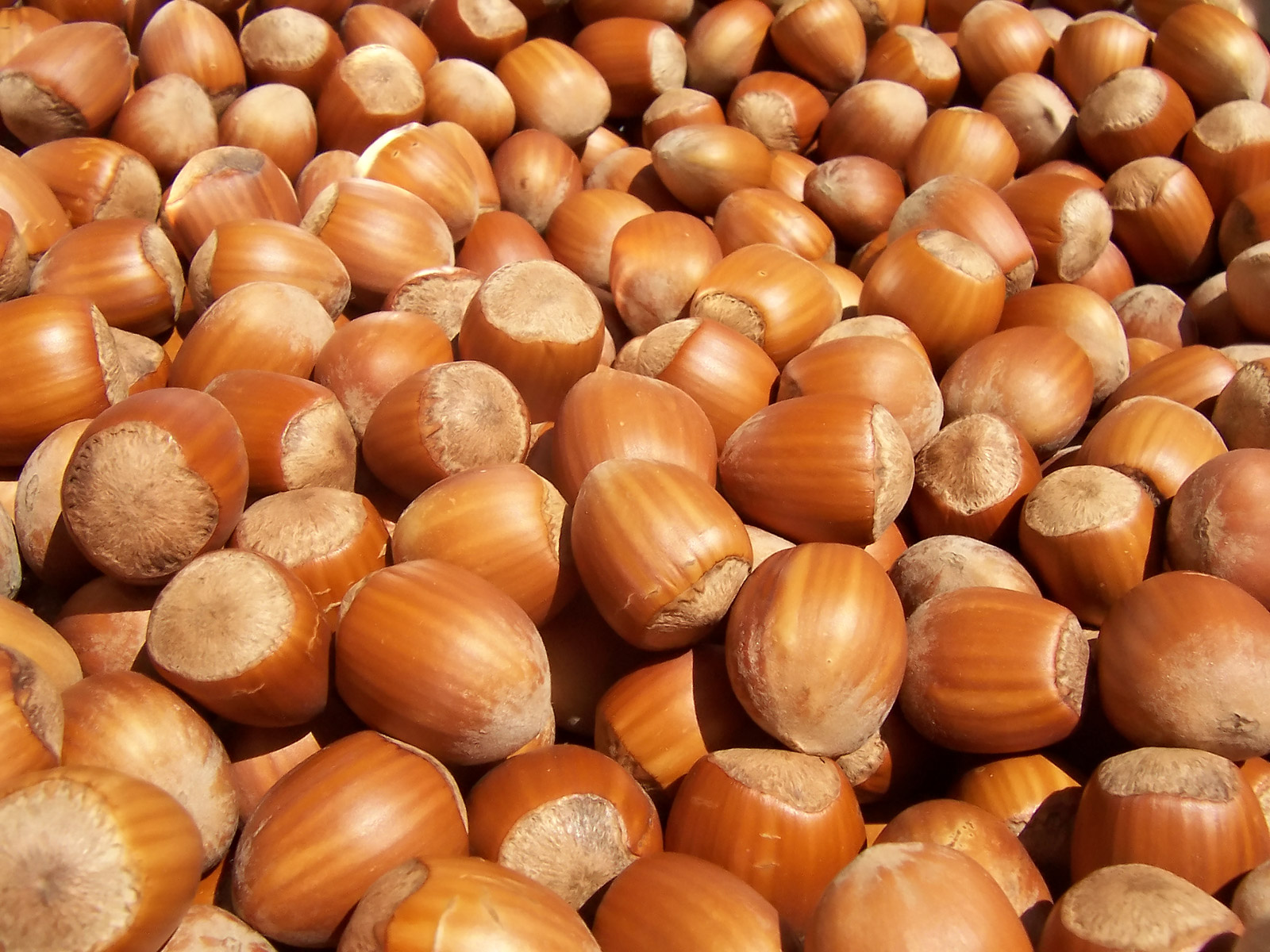
セイヨウハシバミの種子ヘーゼルナッツ。ヘーゼルナッツ油の原料となる。

ナッツ油は料理の香り付けに使われることが多い。油の採取が難しいため、概ね高価である。
- アーモンド油（en） : アーモンドから採取する。今では食用が主だが、昔は薬用だった[14]。
- カシュー油（en） : カシューナッツから取れる。オリーブオイルに似ている。虫歯の予防にも使われる[15]。
- ヘーゼルナッツ油（en） : ヘーゼルナッツから取れる。主に香り付けに使われる。収れん作用（肌を引き締める）があるとされ、スキンケアにも使われる[16][17]。
- マカダミア油 : マカダミアナッツから取れる。強い香りがあり、トランス脂肪酸を含まない。オメガ3脂肪酸とオメガ6脂肪酸も多く含まれる[18]。
- モンゴンゴ油 : モンゴンゴの種から取れる。多価不飽和脂肪酸を多く含む。
- ペカン油 : ペカンから取れる。食用油によく使われる。鮮度が落ちやすい[19]。
- 松の実油（en） : 松の実から取れる。食用油や香料として使う[20]。
- ピスタチオ油 : ピスタチオから取れる。香りが強く、サラダ油に使うことが多い[21]。
- クルミ油（en） : 香りが強い。ルネサンス期には油絵具の練り油としても使われた[22][23]。

### ウリ科植物の種

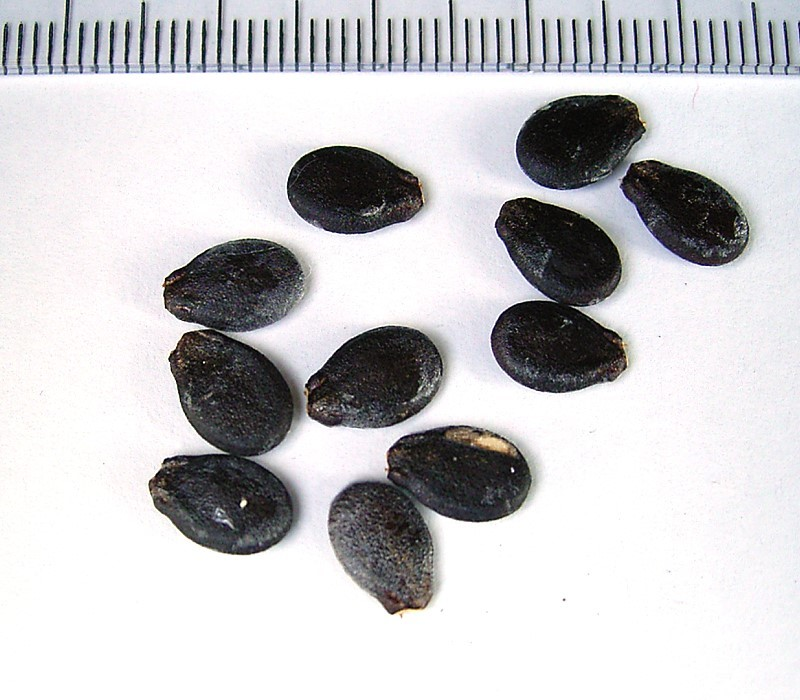
西アフリカではスイカの一種Citrullus vulgarisの種から油を取って調理に使う。

ウリ科植物のヒョウタン、メロン、カボチャの種には油が多く含まれる。しかし、抽出法が確立されていないため、あまり利用されていない。食用とする実の副産物として得られる場合が多い。
- ヒョウタン実油（en） : ヒョウタンの種から取り、医薬として、食用油として使われる[25]。
- バッファローカボチャ油 : 北アメリカ原産のバッファローカボチャ（Cucurbita foetidissima）の種から取れる[26]。
- パンプキンシードオイル : オーストリアやスロベニアで作られる。加熱すると変質する[27]。
- スイカシードオイル : Citrullus vulgarisの種から取れる油は西アフリカで昔から調理油に使われている[28]。

### サプリメントに使われるもの
栄養価 が高く、サプリメントとして使われる植物油もある。
- アサイーオイル(アサイーベリーエキス) : アマゾン原産のアサイーの種から取れる。化粧品やサプリメントとして使われる[29]。
- カシスオイル : クロスグリ（カシス）から取れる。オメガ3脂肪酸とオメガ6脂肪酸も多く含まれる[30]。
- ルリジサ種子油（en） : ルリジサの種から取れる。薬として使われた[31]。
- 月見草オイル : メマツヨイグサの種から取れる。（ツキミソウは一般には同属で別種の植物。）薬効があるとされており、サプリメントに使われている[32]。

### その他の食用油

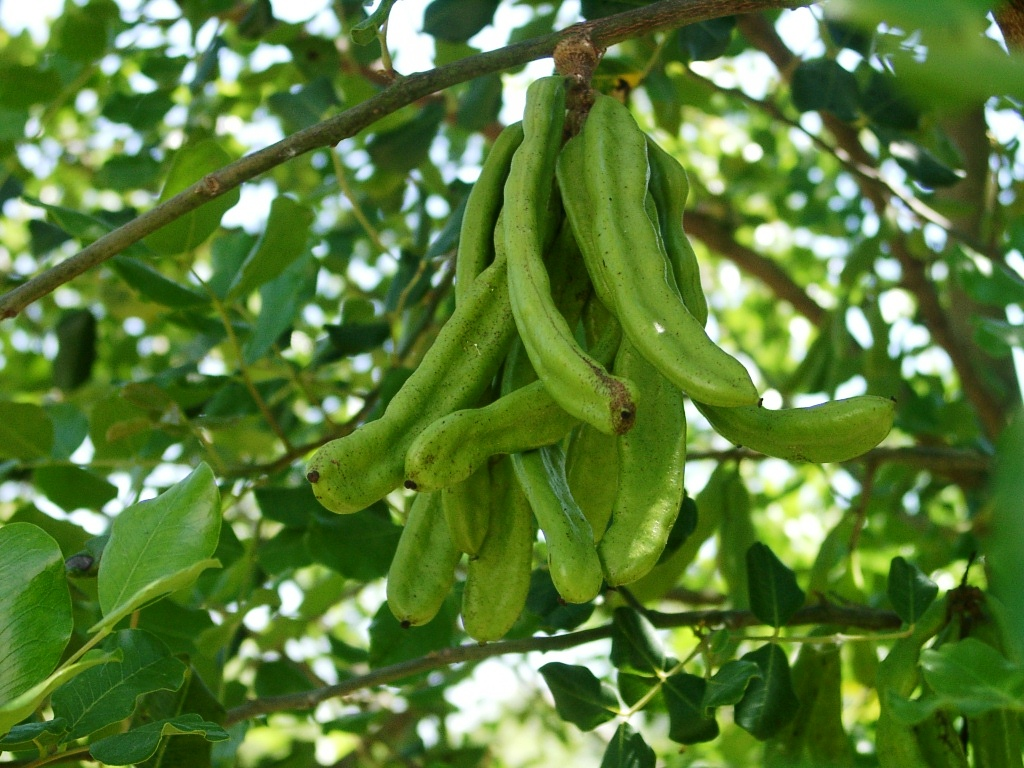
イナゴマメの鞘。鞘(果肉)はキャロブパウダーに、種からキャロブオイルを取れる。

- アマランサスオイル（en） : ハゲイトウの近隣種であるA. cruentusやA. hypochondriacusの種から取れる。スクアレンと不飽和脂肪酸に富み、食用や化粧品に使われる[33]。
- あんず油 : アーモンド油と似ているが、安価である。ただし取れるのは栽培種に限られる[34]。
- リンゴ油 : リンゴの種から取れる。化粧品やシャンプーに使う[35]食用にも使われる[36]。
- アルガンオイル : モロッコ原産のアカテツ科アルガンノキの種子から取れる。化粧品用としてヨーロッパなど各国で流通している[37]。
- アーティチョーク油 : アーティチョークの近隣種であるカルドンの種から取れる。ベニバナ油、ヒマワリ油と成分が似ている[38]。
- アボカド油（en） : オリーブオイルの代わりに使われる[39]。化粧品にも使われる[40]。発煙点が271℃と非常に高い。
- ババスオイル : ヤシの木の一種ババス（en）から取れる。ココナッツオイルの代わりに使われる[41]。
- モリンガ油（en） : ワサビノキの種から取れる。ベヘン酸を多く含む。食用に使われる。バイオ燃料にも適している[42]。
- ボルネオ脂（en） : フタバガキ科Shorea属の種であるBorneo tallow nutから取れる。ココアバターのように使われたり、石鹸、ロウソク、化粧品、医薬にも使われる[43]。
- ケープ栗油 : Yangu oilとも呼ばれる。ケープ栗（en）から取れ、アフリカでは化粧油としてよく使われている。
- ココアバター : カカオから取る。チョコレートの原料。化粧品に使われることもある。
- キャロブオイル : イナゴマメの種から取れる。医薬品として使われる[44]。
- コフネヤシ油 : コフネヤシの実から取れる。採取方法も使い方もココナッツオイルとほぼ同じである[45]。

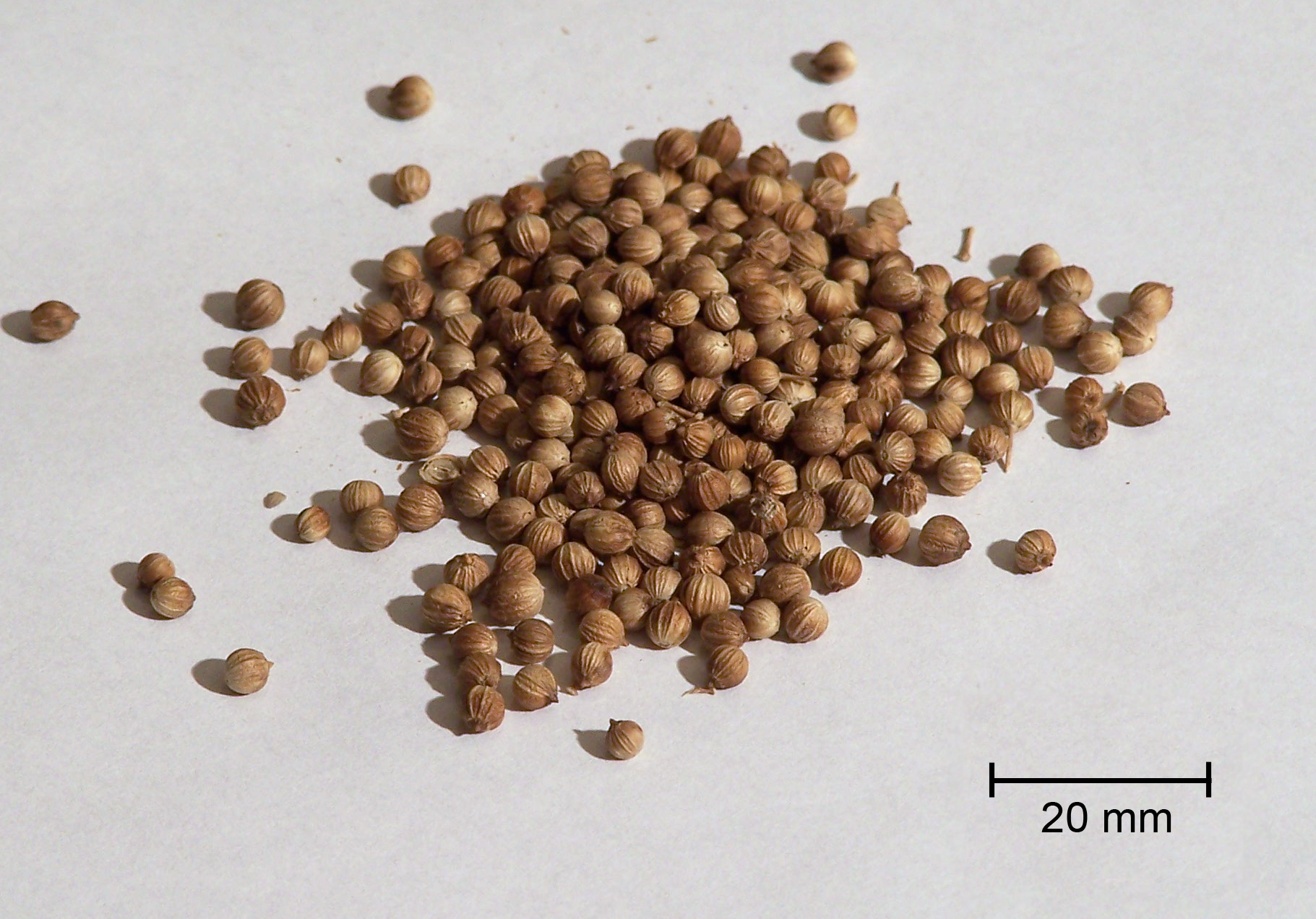
コリアンダーの種を絞るとコリアンダー種油が取れる。

- コリアンダー種油 : コリアンダーの種から取れる。医薬として使われる。薬や食品の香り付けにも使われる[46]。
- ディカ油 : 西アフリカのフェケの種から取れる[47]。マーガリン、石鹸、医薬に使われる。固形油であり、西アフリカではよく使われる[48][49]。
- アマナズナ油 : アマナズナ（en）の種から取れる。ロシアではryjhikovoye maslo （рыжиковое масло）と呼ばれている[50]。
- アマニ油 : 乾性油の一種。オメガ3脂肪酸とリグナンを多く含み、薬用に用いられる。酸敗（英語版）しやすい[51]。
- グレープシードオイル（en） : 高温で調理しても劣化しにくい。サラダオイルや化粧油にも使われる[52]。
- ヘンプ・オイル : アサから取れる。高品質の食用油[53]。
- カポック実油（en） : 食用油、石鹸に使われる[54]。
- ラッレマンチアオイル（en） : シソ科のLallemantia ibericaの種から取る。北ギリシャの遺跡からも発見されている[55]。
- マルーラ油（en） : アフリカでは切手に描かれることもある[56]マルーラの木の実から取る。酸化防止作用と保湿効果があり、食用油、化粧油に使われる[57]。
- メドウフォーム油（en） : リムナンテス科のLimnanthes albaから取る。変質しにくく、その98%以上が長鎖の脂肪酸でできている。菜種油と用途が似ている[58]。
- カラシ油（en） : インドでは調理油に使われる。マッサージオイルに使われることもある。なお、化学物質アリルイソチオシアネートをカラシ油と呼ぶこともあるので注意必要である[59]。
- ナツメグバター（en） : ナツメグの一種から水蒸気蒸留を利用して取る。ナツメグバターはトリミリスチンを多く含む[60]。
- オクラ油（en） : オクラの種から取れる。オレイン酸やリノール酸を多く含む。英語圏では昔は同属とされていたことからハイビスカス油とも呼ぶ[61]。色は緑がかった黄色で、味と香りが良い[62]。
- パパイヤ油 : パパイヤの種から取れる。
- シソ油（en） : シソの種から取れる。オメガ3脂肪酸を多く含む。食用油、薬用、肌用や、乾性油としても使われる[63]。
- ペクイ油（en） : バターナット科のブラジルナッツの種から取る。ブラジルでは高級調理油として使われる[64]。

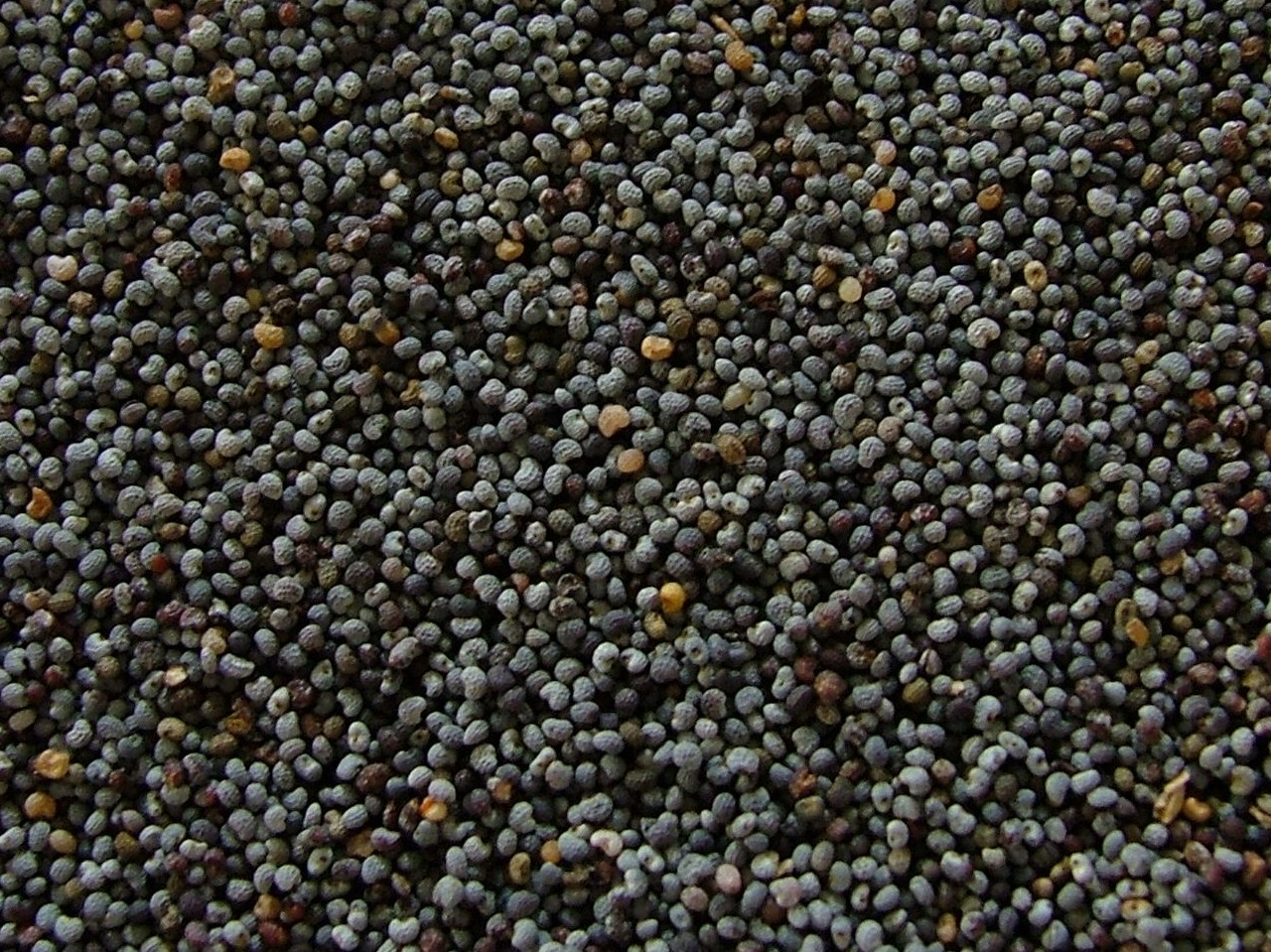
ケシの実

- ケシ油（en） : ケシの種から取る。調理油[65]や、肌の保湿油[66]、塗料やワニスの溶剤[67]、石鹸に使われる。
- プルーン油（en） : プルーンの種から取れる。高級調理油として使われる[68]。
- キヌア油（en） : キヌアの種から取れる。成分や用途はコーン油と似ている[69]。
- ニガー種子油（en） : アフリカ原産で[70]インドやエチオピアで栽培が盛んな、キク科のラムティル（en、日本では帰化植物のキバナタカサブロウとして知られる[71]）の種（ニガー種子）から取れる。調理油、照明油として使われる[72]。
- こめ油 : 米ぬかから取れる。熱に強く、高温調理に使える。アジア各地で使われている[73]。
- Royle油 : バラ科のヘンカクボクの種から取れる。クセの強い食用油。ヒマラヤ高地の低木であり、ネパールでは薬用に用いられる[74]。
- サッチャインチオイル（en） : ペルーの熱帯雨林で取れる、トウダイグサ科のインカインチから取れる。オメガ3脂肪酸、オメガ6脂肪酸に富む[75]。
- ツバキ油 : ツバキ科ツバキ属に属する様々な樹木の種子から作られる。カメリア油とも言う。中国南部の広い範囲で調理油や石鹸原料、髪油として使われる[76]。
- アザミ油 : マリアアザミの種から取れる。比較的変質しやすい。スキンケアに使われる[77]。
- トマト油 : トマトの種子から取れる。不飽和脂肪酸とリシンを多く含む。サプリメントとして利用されることもある[78]。
- コムギ油（en） : コムギの胚芽から取れる。サプリメントや薬用に用いられる。変質しやすい[79]。
- カブ油 : カブの種から取れる。現在の利用は極めてまれである。
- ブドウ油（グレープシードオイル） : ブドウの種から取れる。ワイン製造の副産物としての製造が盛んである。

### 植物油の脂肪酸組成
| 植物油の脂肪酸組成                | 植物油の脂肪酸組成 | 植物油の脂肪酸組成 | 植物油の脂肪酸組成 | 植物油の脂肪酸組成 | 植物油の脂肪酸組成 | 植物油の脂肪酸組成 | 植物油の脂肪酸組成                |
| 種類                              | 飽和脂肪酸         | 一価不飽和脂肪酸   | 多価不飽和脂肪酸   | 多価不飽和脂肪酸   | 多価不飽和脂肪酸   | オレイン酸 (ω-9)   | 発煙点                            |
| 種類                              | 飽和脂肪酸         | 一価不飽和脂肪酸   | 多価合計           | α-リノレン酸 (ω-3) | リノール酸 (ω-6)   | オレイン酸 (ω-9)   | 発煙点                            |
| 非水素添加                        | 非水素添加         | 非水素添加         | 非水素添加         | 非水素添加         | 非水素添加         | 非水素添加         | 非水素添加                        |
| --------------------------------- | ------------------ | ------------------ | ------------------ | ------------------ | ------------------ | ------------------ | --------------------------------- |
| キャノーラ油                      | 7.365              | 63.276             | 28.142             | 10                 | 22                 | 62                 | 400 °F (204 °C)                   |
| ココナッツ油                      | 86.500             | 5.800              | 1.800              | -                  | 2                  | 6                  | 350 °F (177 °C)                   |
| コーン油                          | 12.948             | 27.576             | 54.677             | 1                  | 58                 | 28                 | 450 °F (232 °C)                   |
| 綿実油                            | 25.900             | 17.800             | 51.900             | 1                  | 54                 | 19                 | 420 °F (216 °C)                   |
| オリーブ油                        | 13.808             | 72.961             | 10.523             | 1                  | 10                 | 71                 | 374 °F (190 °C)                   |
| パーム油                          | 49.300             | 37.000             | 9.300              | -                  | 10                 | 40                 | 455 °F (235 °C)                   |
| ピーナッツオイル                  | 16.900             | 46.200             | 32.000             | -                  | 32                 | 48                 | 437 °F (225 °C)                   |
| ひまわり油 (中オレイン種)         | 9.009              | 57.334             | 28.962             | 0.037              | 28.705             | 57.029             | 510 °F (266 °C)                   |
| 大豆油                            | 15.650             | 22.783             | 57.740             | 7                  | 54                 | 24                 | 460 °F (238 °C)                   |
| ベニバナ油 (高オレイン種)         | 7.541              | 75.221             | 12.820             | 0.096              | 12.724             | 74.742             | 510 °F (266 °C)                   |
| 米油                              | 19.7               | 39.3               | 35                 | 1.6                | 33.4               | 39.1               | 450 °F (232 °C)                   |
| グレープ シード オイル            | 9.6                | 16                 | 69.9               | 0.1                | 69.6               | 15.8               | 421 °F (216 °C)                   |
| アマニ油 (フラックスシードオイル) | 8.976              | 18.438             | 67.849             | 53.368             | 14.327             | 18.316             | 225 °F (107 °C)                   |
| ごま油                            | 14.2               | 39.7               | 41.7               | 0.3                | 41.3               | 39.3               | 350 °F (177 °C) ～450 °F (232 °C) |
| 水素添加済                        |                    |                    |                    |                    |                    |                    |                                   |
| 綿実油 (水素添加)                 | 93.600             | 1.529              | 0.587              | 0.2                | 0.287              | 0.957              |                                   |
| パーム油 (水素添加)               | 47.500             | 40.600             | 7.500              |                    |                    |                    |                                   |
| 大豆油 (水素添加)                 | 21.100             | 73.700             | 0.400              | 0.096              |                    |                    |                                   |
| 値は重量パーセント                |                    |                    |                    |                    |                    |                    |                                   |

## バイオ燃料としての利用
バイオ燃料に使われる植物油もある。食用油が使われるものもあり、バイオ燃料のみに使われるものもある。なお、バイオ燃料にはエタノールやメタノールが使われることも多い。 
ディーゼル燃料としてはほとんどが石油系の燃料が使われていた。しかし2003年頃から始まった原油価格の上昇により、植物油がバイオ燃料として注目されている。バイオ燃料に適しているかどうかは次の点が重要である：
1. 安定性：引火点、カロリー、粘度、可燃性。
2. 価格：収穫量（成長速度と単位面積あたりの収穫量）、収穫後の処理コスト。

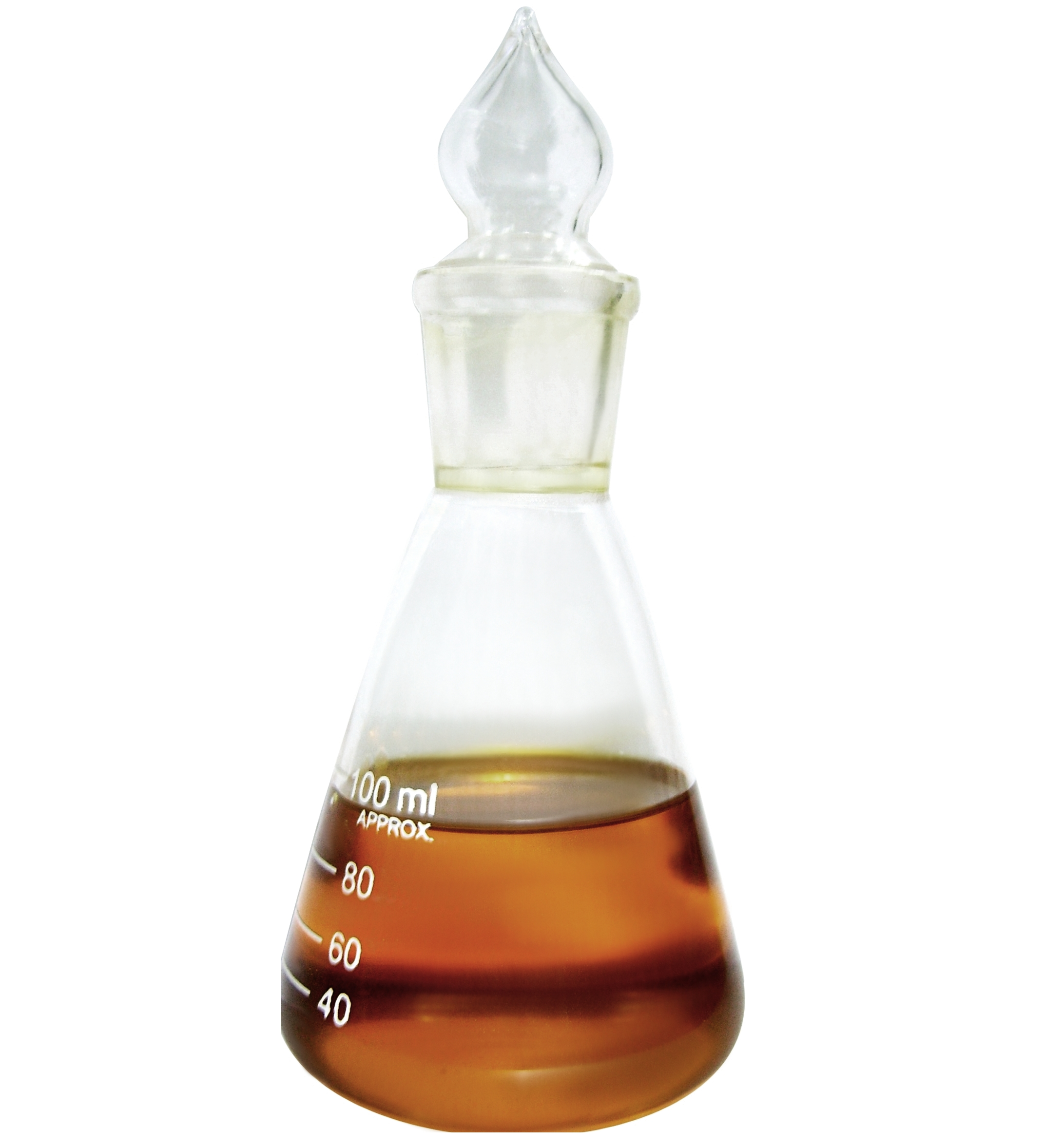
バイオディーゼルの入ったフラスコ

ここでは、エンジン油、照明油などに使われるものを挙げる。

### 食用油としても使われるもの
次のリストは、植物油としてもバイオ燃料としても使える植物油である。ただし桐油はもっぱらバイオ燃料として使われる。以下は、主としてバイオ燃料としての特性を述べる。
- ココナッツオイル（とりわけコプラ油） : 生産地で使うのであれば採算が合う[90]。
- コーン油 : 収穫高が多い。
- 綿実油 : バイオ燃料の研究で、性能の基準として使われることが多い[91]。
- アマナズナ油 : ヨーロッパでは18世紀以降、ランプ油として使われていた[50]。
- ヘンプ・オイル : 発火点が高い。ただし原材料の大麻がマリファナの原料ともなるため、いくつかの国で問題となっている[92]。
- カラシ油 : キャノーラ油と共にバイオ燃料として検討されている[93]。
- パーム油 : バイオ燃料として代表的なものの一つ。ただし、アブラヤシの栽培がかえって環境破壊の原因になっているとする意見もある[94]。
- ピーナッツオイル : 1900年にディーゼルエンジン燃料として使われた、初期のバイオ燃料の一つである[89]。
- ラディッシュ油 : ハツカダイコンの種は48%以上の油脂を含むため、燃料としてよく使われる[95]。
- 菜種油 : ヨーロッパではバイオディーゼル燃料としてよく使われている[88]。
- ニガー種子油 : インドでは照明油としてよく使われる[96]。
- こめ油 : 安価なため、アジアではよく使われる[97]。
- サフラワー油（紅花油） : アメリカ合衆国のモンタナ州で、最近バイオ燃料として注目されている[98]。
- 大豆油 : 燃料油を取るためだけに栽培するのはコストが合わないが、副産物として得られたものは燃料に使われる[88]。
- ヒマワリ油 : 物性は燃料に適しているが、採算性は悪い[99]。
- 桐油 : 変質しにくいため、バイオ燃料としての利用が検討されている[100][101]。

### 食用には適さないもの
次に挙げる油は、バイオ燃料のためだけに栽培される植物から得られるものである。前述した#主なものと合わせると、バイオ燃料のほとんど全てがここに含まれる。なお、バイオ燃料としてはユーカリ属のようにエタノールを産するタイプがあるが、ここでは油脂以外は含めない。
- ひまし油 : 低コストである。燃料として使うには粘性が高い[102]。スキンケア・石鹸などの外用や瀉下薬、塗料や潤滑油など工業用目的で使用される。
- 藻油 : マサチューセッツ工科大学のIsaac Berzinなどは、藻類から燃料油を得る研究を行っている[103][104]。
- コパイバ油 : マメ科Copaifera属（en）のコパイバから取れる。ブラジルでは化粧油として使われているが、バイオ燃料としても重要になっている[105]。
- クロヨナ種子油 : インドバンガロールの研究者Udipi Shrinivasaが研究を始めたもので、マメ科のクロヨナから取れる[106]。
- ナンヨウアブラギリ油（en） : ナンヨウアブラギリから取れる油で、インドでは広範囲で使用される。バイオ燃料として注目されている[107][108]。
- ホホバ油 : 乾燥地帯に多い低木のホホバから取れる[109]。
- ミルクブッシュ : トウダイグサ属のアオサンゴ（ミルクブッシュ）から取れる。1950年代に化学者メルヴィン・カルヴィンが研究したことで知られる。1980年代にはブラジルの石油会社ペトロブラスで研究されている[110]。
- 石油ナッツ油 : フィリピン原産で、トベラと同属の石油ナッツ（Pittosporum resiniferum, en）から取れる。フィリピン政府がバイオ燃料として開発に取り組んだことがある[111]。

## 乾性油
乾性油は、室温で乾燥する植物油である。油絵具、一般塗料、ワニスの溶剤として使われる。次に挙げるもの以外にも、クルミ油、ヒマワリ油を乾性油として扱うこともある。
- ダマー樹脂（en） : カンラン科のCanarium strictumから採取する。塗料、乾燥剤として使われる[113]。照明油としても使われる[114]。
- アマニ油 : 塗料に使われることが多いが、食用にもなる[115]。
- ケシ油 : 用途はアマニ油とほぼ同じだが、変色しにくい[112]。
- 烏臼油（en） : ナンキンハゼから得られる。塗料やワニスの溶剤に使われる[116][117]。
- 桐油 : 木材の表面剤に使われる[118]。
- Vernonia oil：キク科ショウジョウハグマ属のVernonia galamensis（en）から取れる。73 ~ 80%がvernolic acidであり、エポキシ樹脂の原料となり、接着剤、ワニス、塗料などの表面剤として使われる[119]。

## 食用、燃料、乾性油以外の用途に使われるもの

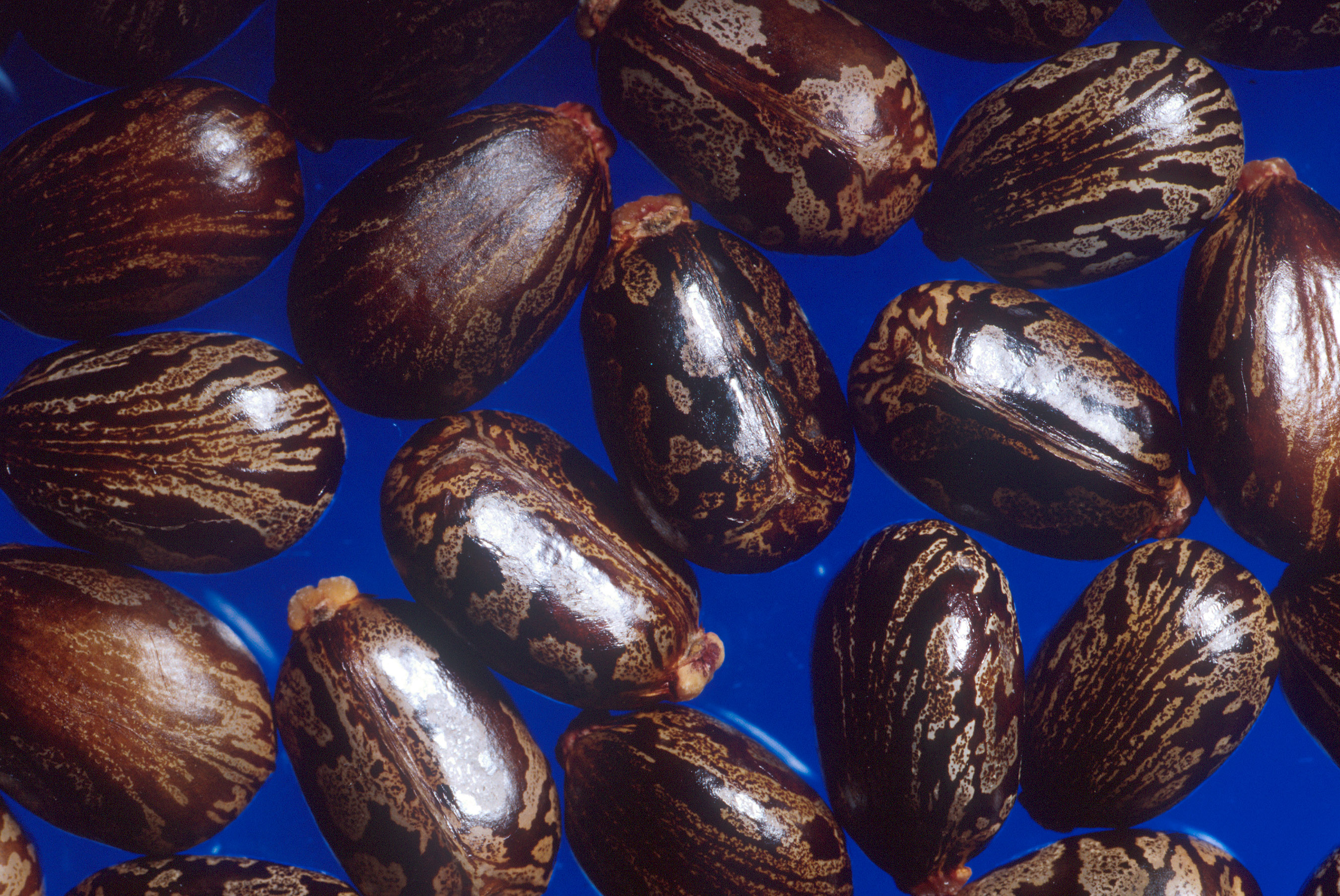
トウゴマの種子。ひまし油の原料となる

- キハダ油 : キハダ（アムールコルク）から得られ、医薬や殺虫剤にも使われる[120]。
- バラノス油 : ハマビシ科のバラニテスの種から取れる。エジプトでは香油にも使われる[42]。
- Bladderpod oil : 北米原産で、アブラナ科の Physaria fendleri から取れる。レスケロール酸に富む。レスケロール酸はひまし油に含まれるリシノール酸と物性が似ている。ほとんどが工業用に使われる[121]。
- ニガキモドキ油（Brucea javanica oil） : ニガキ科のニガキモドキ（英語版）の種から取る。医薬として使われる[122]。
- バードックオイル : ゴボウの根から抽出する。薬用として頭皮に用いられる[123]。
- ククイ油（en） : ハワイ原産でトウダイグサ科のククイ（Aleurites moluccana）から取れる。化粧油として使われている[124]。
- ニンジン種油（en） : ニンジンの種から取れる油で、スキンケアに使われる。精油すると品質が大きく変化する[125]。
- ひまし油 : 工業用、医薬用として広く使われている。原料となるトウゴマからは毒物のリシンも取れる[126]。
- 大風子油（en） : イイギリ科のクルチダイフウシ（英語版）の種から取れる。ハンセン病の治療薬として数世紀にわたって使われてきた[127]。また、梅毒、リューマチ、瘰癧、結核の治療にも使われた[128]。
- ハマナ油（en） : アブラナ科ハマナ属（英語版）の Crambe abyssinica の種から取れる。潤滑油、防食剤、合成ゴムの原料として使われる[129]。
- クフェア油（en） : ミソハギ科タバコソウ属（英語版）のクフェアの種から取れる。中鎖脂肪酸のトリアシルグリセロールを多く含む[130]。
- ホホバ油 : 鯨蝋の代わりに化粧品原料として用いられる[131]。
- レモン油 : 香り付けに用いられる。医薬、防腐剤、化粧品にも用いられる[132]。
- マンゴー油 : マンゴーから取れる。ステアリン酸を多く含むため、石鹸製造に適している[133]。
- モーラバター（英: Mowrah butter）: アカテツ科のモワ（Madhuca longifolia）やその変種イリッペ（Madhuca longifolia var. latifolia）から取れる。生のモーラバターは羊毛の紡績や、蝋燭、石鹸に使われる。ギーにも使われる[26]。イリッペ脂（テルグ語版）も参照。
- ニームオイル（en） : センダン科のニームから取れる。化粧品、医薬品、殺虫剤に使われる[134]。
- Ojonオイル（en） : アブラヤシの一種、アメリカアブラヤシ（英語版）の実から取れる。肌油、髪油に使われる。実の中の種からも殻からも取れる。中南米では食用油としても使われる[135]。
- オレンジ油 : レモンオイルと同様、常温で絞って蒸留する。90%がd-リモネンである。香料、洗浄剤として使われる[136]。

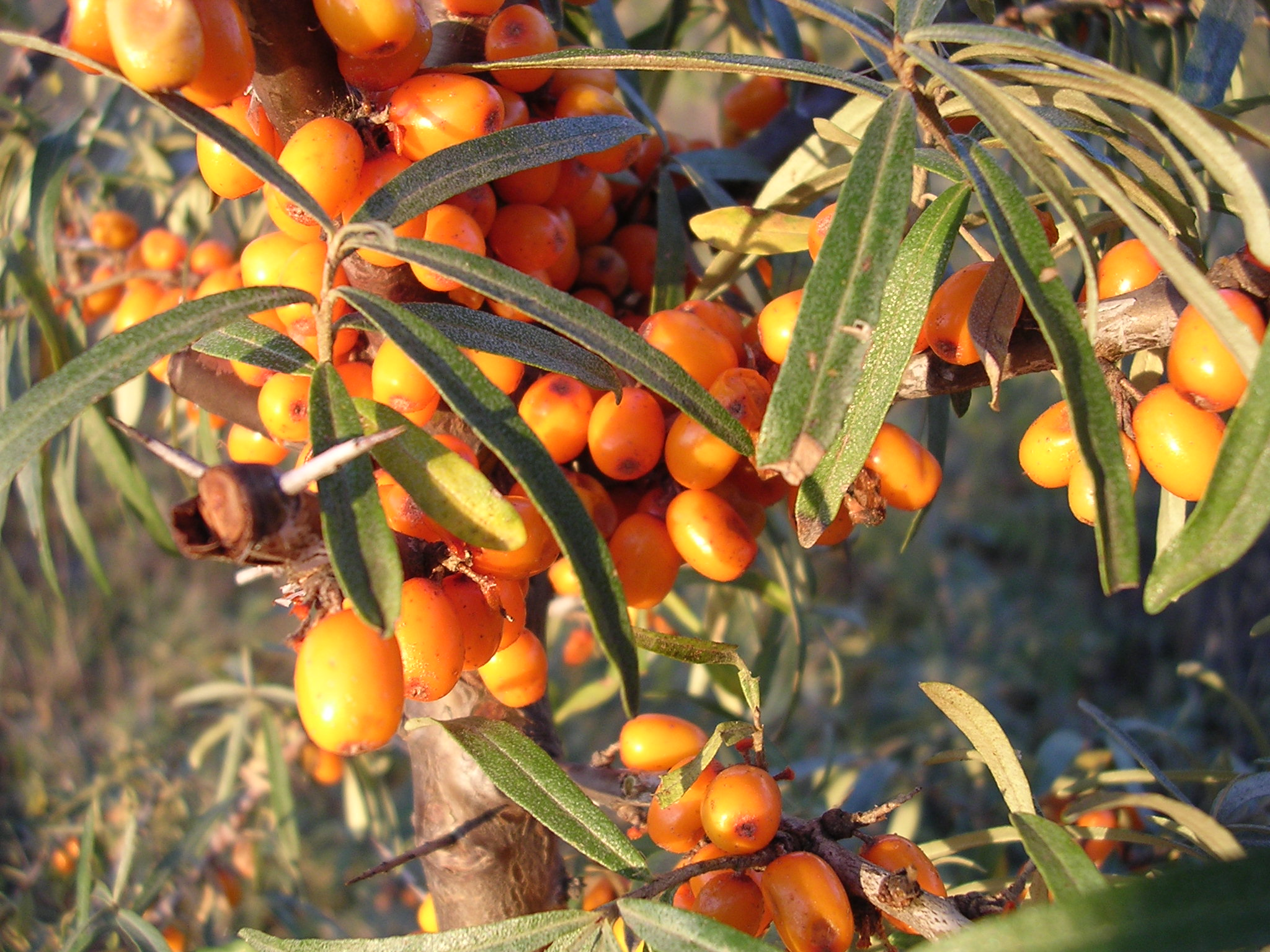
シーバックソーンの実

- ローズヒップオイル（en） : スキンケアに使われ、年老いた肌、痛んだ肌に効果的である。主にチリで産する[137]。
- シーバックソーンオイル（en） : 中国北部のシーバックソーンから取れる。主に医薬品に使われる[138]。
- シアバター（Shea butter） : シアーバターノキから取れる。主にスキンケアに使われる[139]。
- スノーボールオイル（en） : スイカズラ科ガマズミ属のカンボクの近隣種セイヨウカンボク（Viburnum opulus）の種から取れる。ビタミンE、カロテノイド、不飽和脂肪酸を多く含む。医薬品として使われる[140]。
- トール油（Tall oil） : パルプの副産物として取れる。トール脂肪酸（tall oil fatty acid, TOFA）はオレイン酸の原料となる[141]。
- タヒチ原産でオトギリソウ科（テリハボク科）の Calophyllum tacamahaca から取れる。肌油や医薬品として使われる[142]。
- トンカビーンオイル（en） : マメ科マメ亜科のクマル（Dipteryx odorata）から取れる。タバコや嗅ぎタバコの香り付けに使われる[143]。